# Courtenay Edward Stevens
Pour les articles homonymes, voir Stevens.
Courtenay Edward Stevens (1905-1976) est un historien britannique spécialiste de l'Antiquité. Il est enseignant à l'université d'Oxford (Magdalen College).
Outre sa bibliographie, il est connu pour avoir été membre des Inklings, le cercle littéraire informel constitué autour de C. S. Lewis et J. R. R. Tolkien. C'est d'ailleurs Lewis qui propose de l'intégrer, en novembre 1947. Au sein des Inklings, il est surnommé Tom (ou Tom Brown).